# Géographie de la Guinée équatoriale
La Guinée équatoriale est l'un des plus petits États d'Afrique.
Les frontières équatoguinéennes sont directement issues de la colonisation, comme c'est le cas de la majorité des États africains. Le trait majeur de la construction territoriale de cette ancienne colonie espagnole est la réunion en un seul État de deux entités géographiques, l'une insulaire l'autre continentale très éloignées l'une de l'autre géographiquement parlant et différentes tant en ce qui concerne leur relief que leur écosystème ou leur peuplement.

## Géographie

### Structure du territoire
- Espace continental : Forêt du Bassin du Congo

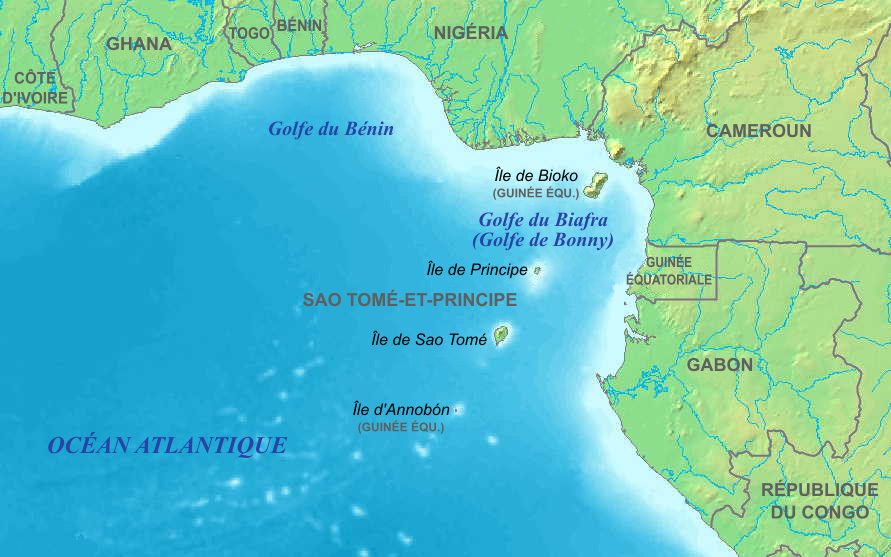
La ligne du Cameroun dans le golfe du Biafra

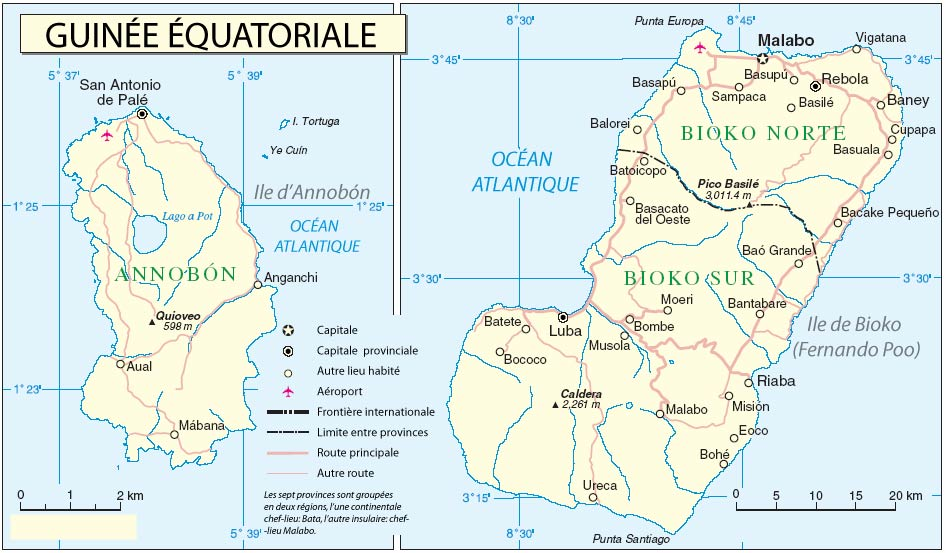
Îles de Bioko et Annobón

- Espaces insulaires : Les îles de Bioko et Annobón font partie d'un archipel situé à l'ouest du pays, dans le golfe du Biafra. Ce groupe d'îles appartient à la ligne du Cameroun, phénomène tectonique qui prend son origine sur le continent africain, passant par le Mont Cameroun avant de s'étendre en mer soit un total de 1 600 km. Les deux principales îles équatoguinéennes sont par ailleurs séparées par Sao Tomé-et-Principe et distantes l'une de l'autre de 650 km.

Bioko : L’île de Bioko, appelée Fernando Po jusque dans les années 1970, est la plus grande île du Golfe de Guinée (2 017 km2). Elle est composée de deux grandes formations volcaniques séparées par une vallée. La côte, longue de 195 kilomètres, est abrupte et découpée au sud, plus basse et plus accessible au nord, avec des ports bien abrités à Malabo et Luba.
- Annobon : L’île d’Annobon doit son nom à la date de sa découverte, le jour de l’an 1472. C’est une petite île volcanique de 17 km2. La côte est abrupte excepté au nord. Le cône volcanique principal abrite un petit lac. La plupart de ses 5 000 habitants vivent de la pêche au thon et à la baleine.

### Topographie

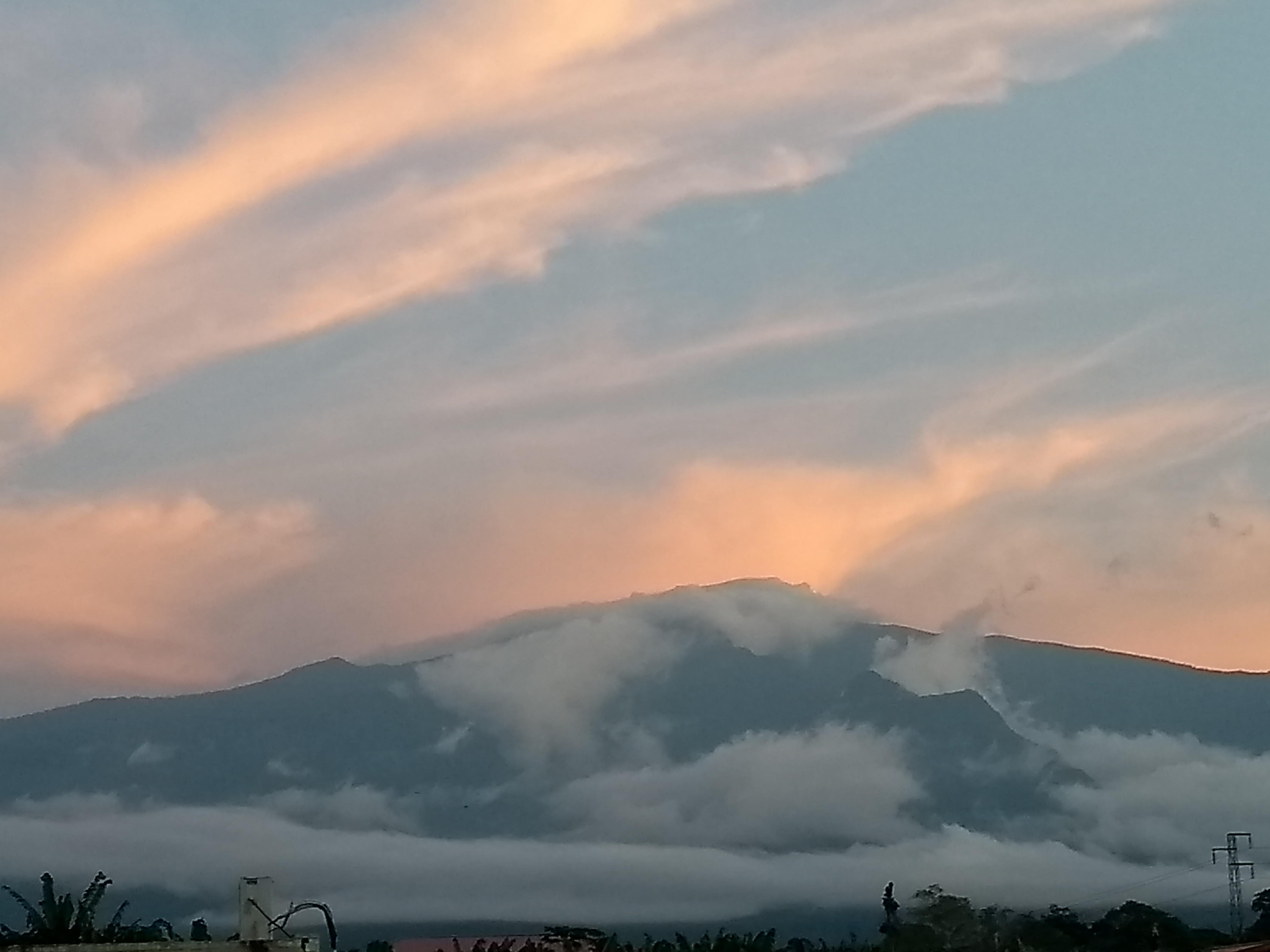
Le pico Basilé, point culminant, sur l'île de Bioko.

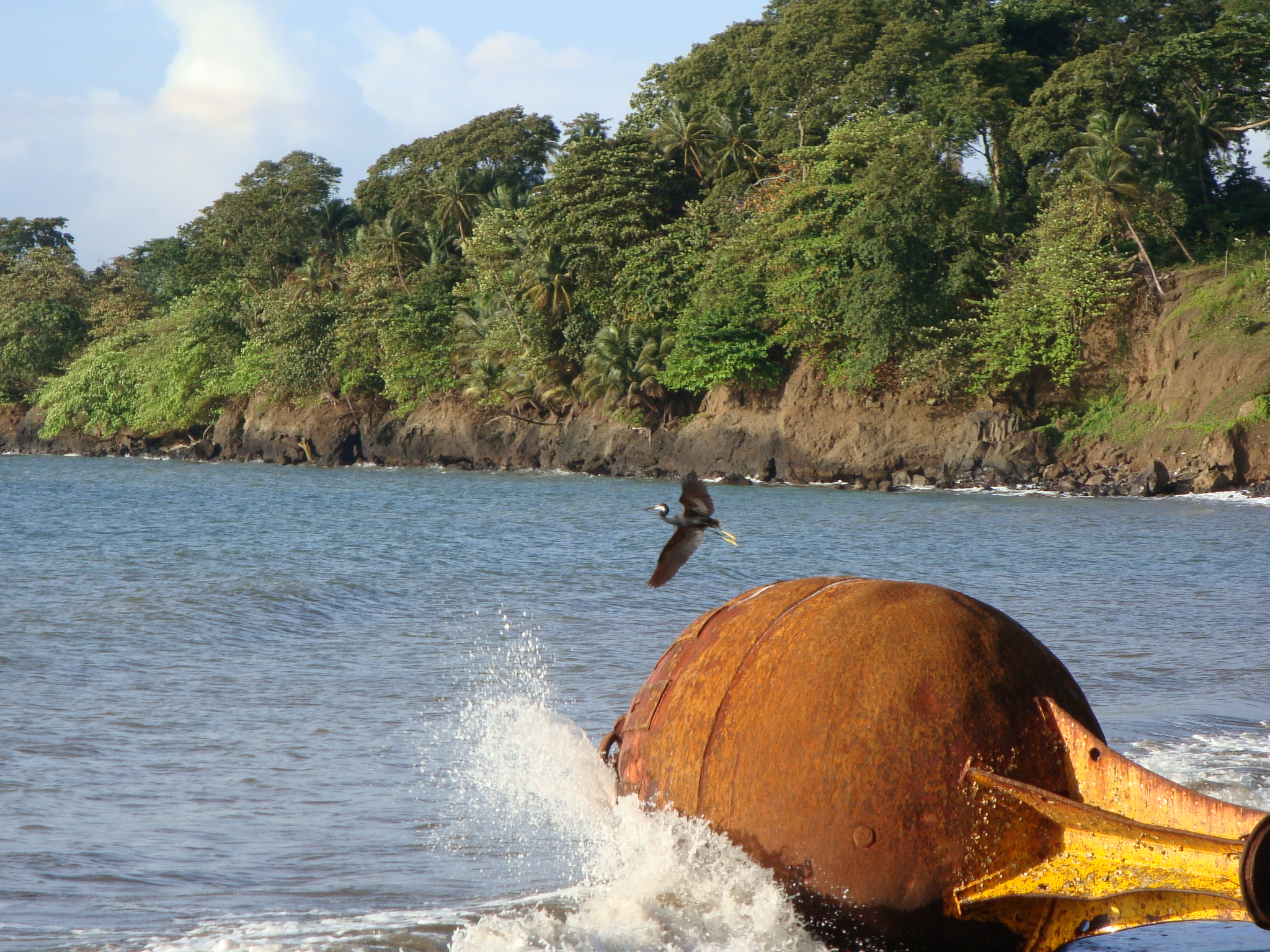
Côte de l'île de Bioko.

Relief : plaines côtières, collines à l’intérieur; les îles sont volcaniques.

### Climat
La Guinée Equatoriale possède un climat tropical chaud et humide[évasif] du fait de sa position géographique et de ses 20 720 km2 de forêts.

## Environnement
Le pays comporte plusieurs parcs nationaux dont en particulier:
- le Parc national de Monte Alén,
- le Parc National de Pico Basilé.